# Konstanty Majewski
Konstanty Majewski (ur. 13 grudnia 1892 we Lwowie, zm. 5 listopada 1915 w okolicach Wołczecka) – chorąży Legionów Polskich, kawaler Orderu Virtuti Militari.

## Życiorys
Urodził się w rodzinie Alojzego i Józefy z d. Wertschidzka. Absolwent gimnazjum i wydziału przyrodniczego Uniwersytetu Lwowskiego. Działał w różnych organizacjach niepodległościowych m.in. w drużynach strzeleckich, „Zarzewiu”, „Sokole”. 
Od sierpnia 1914 w Legionie Wschodnim, następnie w szeregach Legionów Polskich. Absolwent Szkoły Podchorążych w Jabłonkowie i od stycznia 1915 w stopniu chorążego został przydzielony do II Brygady Legionów. Służył w 1 batalionie 3 pułku piechoty Legionów. Ciężko ranny w bitwie pod Rarańczą. Po powrocie do zdrowia wraz z 3 pułkiem walczył na Wołyniu. 
Szczególnie odznaczył się w walkach o Polską Górę niedaleko Kościuchnówki, gdzie „jako adiutant d-cy baonu, w chwili gdy wszystkie połączenia zostały przerwane i nie można było doręczyć rozkazów, sam nawiązał łączność i dostarczył polecenia.”. Za tę postawę został odznaczony Orderem Virtuti Militari.
Poległ w czasie natarcia. Pochowany na cmentarzu wojennym w Wołczecku.

## Ordery i odznaczenia
- Krzyż Srebrny Orderu Wojskowego Virtuti Militari nr 7667 – pośmiertnie, 17 maja 1922[3][2][4][5][6]